# CareFirst Arena
Die CareFirst Arena ist eine Mehrzweckhalle in der US-amerikanischen Hauptstadt Washington, D.C. Die Veranstaltungsarena bietet 4200 Sitzplätze und kostete 69 Mio. US-Dollar. In der Spielstätte sind die Basketballmannschaften der Capital City Go-Go (NBA G-League, Männer) und der Washington Mystics (WNBA, Frauen) ansässig. Darüber hinaus dient sie den Washington Wizards aus der National Basketball Association (NBA) als Trainingsstätte.

## Geschichte
Der Bau im Viertel Congress Heights steht auf dem Campus des 1855 eröffneten St. Elizabeths Hospital, die erste staatlich betriebene psychiatrische Klinik in den Vereinigten Staaten. 1955 beherbergte die Klinik bis zu 7500 Patienten. Am 14. Dezember 1990 wurde das Hospital in die Liste der National Historic Landmark aufgenommen. Seit 2010 wird nur noch der östliche Teil des Campus genutzt.
In den Planungen schätzte man, dass der Neubau 300 bis 600 Arbeitsplätze schafft, die von Anwohnern der Umgebung besetzt werden sollten. Auf dem insgesamt 183 Acre (740.575 m²) großen Campus begannen im Sommer 2017 die Bauarbeiten für den Komplex. Die Stadt möchte das Gebiet wiederbeleben und die Entertainment and Sports Arena ist der erste Baustein zum mehrjährigen Projekt. Schon einige Male gab es private Pläne für die Neubebauung, aber erst eine Partnerschaft zwischen der Stadt, EventsDC, ein halböffentliches Unternehmen, das verschiedene Veranstaltungsstätten in Washington, D.C. verwaltet und Monumental Sports, als Eigentümer der Wizards wie der Mystics, brachte die Umstrukturierung in Gang. Mitte Februar 2016 starteten mit Bürgermeisterin Muriel Bowser die Abbrucharbeiten für die Veranstaltungshalle. Im Januar 2018 begannen die Unternehmen Redbrick LMD und Gragg Cardona Partners mit den Vorarbeiten, um 14 Gebäude der ehemaligen Nervenheilanstalt rund um die neue Arena abzureißen, um dort 252 Wohneinheiten zu errichten. Sie sollen 2020 fertiggestellt werden. Gegenüber der Arena soll es eine gemischt-genutzte Zone von 20.000 bis 50.000 sq ft (etwa 1858 bis 4645 m²) mit Büroflächen und Einzelhandel im Erdgeschoss geben. Dafür müssten weitere Krankenhaus-Gebäude abgebrochen werden.
Am 22. September 2018 konnte die neue Veranstaltungsstätte mit insgesamt 118.000 sq ft Fläche (rund 10.963 m²) eingeweiht werden. Das erste Konzert gab die US-amerikanische Sängerin Mary J. Blige am 6. Oktober des Jahres. Am 3. November 2018 trugen die Capital City Go-Go ihre erste Partie der NBA G-League in der neuen Halle aus. Vor 2383 Zuschauern verloren die Hausherren mit 105:107 gegen die Greensboro Swarm. Neben Basketball finden u. a. Konzerte, E-Sport, Amateursport, Box- und Mixed-Martial-Arts-Veranstaltungen statt.
Anfang Februar 2025 schloss der Betreiber EventsDC mit der Krankenversicherung CareFirst BlueCross BlueShield einen Sponsoringvertrag über zehn Jahre. Der neue Name lautet CareFirst Arena.